# 4697 Novara
4697 Novara eller 1986 QO är en asteroid i huvudbältet som upptäcktes den 26 augusti 1986 av den belgiske astronomen Henri Debehogne vid La Silla-observatoriet. Den är uppkallad efter den italienska staden Novara.
Asteroiden har en diameter på ungefär 7 kilometer och den tillhör asteroidgruppen Nysa.